# 306

## Evenimente
- 28 octombrie: Marcus Aurelius Valerius Maxentius este proclamat împărat de trupele din Imperiul roman. Izbucnește un război civil.

## Nașteri
- dată necunoscută: Efrem Sirul  (d. 373)

## Decese
- 25 iulie: Constantius I, împărat roman (n. 250)